# 尾斑稀棘䲁
尾斑稀棘䲁，為輻鰭魚綱鳚形目䲁科稀棘䲁屬的一種，分布於東印度洋泰國攀牙府南部蘇林群島、緬甸海域，深度1至13公尺，本魚體延長，稍側扁，頭頂無冠膜，無鬚，體側中央有一條黑色縱紋，從吻部延伸向後延伸，至尾柄處時斷裂成黑斑，尾柄處黃色，其餘身體顏色米色，尾鰭月形，背鰭硬棘4-5枚、背鰭軟條26-27枚、臀鰭硬棘2枚、臀鰭軟條15-16枚，體長可達8公分，棲息在沿海珊瑚礁區，成群活動，雌魚產附著性卵，雄魚有護卵行為，生活習性不明。